# Intel Atom
Intel Atom là tên nhãn hiệu cho dòng CPU x86 (hoặc vi xử lý) của Intel, tên mã trước đó là bộ xử lý Silverthorne và Diamondville, thiết kế cho một tiến trình CMOS cỡ 45 nm dự định dùng cho máy tính siêu di động, điện thoại thông minh và các thiết bị bỏ túi cần tiêu thụ điện năng thấp.

## Hậu trường
Trước khi giới thiệu, các nguồn tin bên ngoài rằng Silverthorne ra đời để muốn cạnh tranh với Geode của AMD là bộ xử lý hệ-thống-trên-con-chip, hiện tại được sử dụng trong dự án mỗi đứa trẻ một máy tính, và các ứng dụng cần tiết kiệm điện năng và giá thành cho bộ xử lý thuộc kiến trúc x64. Mặc dù vậy, Intel phát biểu vào ngày 15 tháng 10 năm 2007 rằng nó phát triển cho một bộ xử lý di động khác, tên mã Diamondville, cho các thiết bị dạng OLPC.
Silverthorne sẽ được bán với tên "intel core i3", trong khi tên mã trước đây Nền tảng Menlow còn ngồi chờ ở đó sẽ được bán với tên Centrino Atom. Intel Atom chỉ nói đến "Diamondville" một lần và rất có thể nó sẽ mang luôn tên "Atom". Điều này có thể cho thấy Diamondville là một phiên bản mềm deỏ, tiết kiệm điện của Silverthorne với điện năng tiêu thụ cao hơn ở tốc độ đồng hồ thấp hơn.
Tại Spring IDF 2008 ở Thượng Hải, Intel thông báo chính thức rằng Silverthorne và Diamondville đều dựa trên vi kiến trúc giống nhau. Silverthorne sẽ được gọi là các xê-ri Atom Z và Diamondville là Atom N. Đắt và tiêu thụ điện ít hơn là Silverthorne sẽ được sử dụng trong các thiết bị MID còn Diamondville sẽ được sử dụng trong các máy xách tay và để bàn giá rẻ. Một vài bo mạch chủ Mini-ITX mẫu đã có.
Vào tháng 4 năm 2008, một bộ phát triển MID được thông báo bởi Sophia Systems và bảng đầu tiên gọi là CoreExpress đã lộ ra bởi một công ty Đức là Lippert.

## Kiến trúc Atom (Silverthorne)
Intel Atom củng cố bộ thủ tục x86 (IA-32) (bao gồm x86-64); như rất nhiều thiết kế khác nó chia một số thủ tục x86 nhất định thành các thủ tục bên trong được tối ưu để thực thi, nhưng ở mức độ mở rộng ít hơn (chỉ ~4%) hơn gia đình Intel P6 và Intel P68. Trong Atom, các μ-op có thể chứa cả bộ nhớ nạp và một bộ nhớ lưu trữ trong kết nối với điều hành ALU, điều này càng giống với cấp độ x86 và tuyệt hơn so với thiết kế µ-op trước đó. Điều này làm cho hiệu năng được cải thiện chỉ với hai ALU số nguyên, và không cần cấp phát lại bất kỳ thủ tục nào, suy đoán thực thi, hoặc thay đổi tên thanh ghi. Bởi vậy Atom giới thiệu lại từng phần của nguồn gốc sử dụng trong các thiết kế của Intel trước đó như Intel P5 và i486, với mục đích tăng thêm tỉ lệ hiệu năng mỗi watt.
Theo nghiên cứu thì vùng không gian chết sử dụng cho giải mã x86 sẽ đặt thiết kế của Atom vào vị trí bất lợi khi so sánh với các kiến trúc di động khác, như kiến trúc ARM. Nền tảng Moorestown kế vị nền tảng Menlow Platform sẽ là một hệ-thống-trên-một-con-chip thiết kế để tiêu thụ một nửa điện năng so với bộ xử lý Silverthorne. Giảm điện năng tiêu thụ sẽ làm nền tảng này được chú ý nhiều để sử dụng trong điện thoại thông minh và các thiết bị Internet di động.
| Gia đình bộ xử lý Intel Atom                                  | Gia đình bộ xử lý Intel Atom | Gia đình bộ xử lý Intel Atom | Gia đình bộ xử lý Intel Atom | Gia đình bộ xử lý Intel Atom    | Gia đình bộ xử lý Intel Atom        | Gia đình bộ xử lý Intel Atom    | Gia đình bộ xử lý Intel Atom                                                                     |
| Logo                                                          | MID / Ultra-Mobile PC        | MID / Ultra-Mobile PC        | MID / Ultra-Mobile PC        | Classmate PC / Netbook / Nettop | Classmate PC / Netbook / Nettop     | Classmate PC / Netbook / Nettop | Remarks                                                                                          |
| Logo                                                          | Tên mã                       | Lõi - TDP                    | Ngày ra mắt                  | Tên mã                          | Lõi - TDP                           | Ngày ra mắt                     | Remarks                                                                                          |
| ------------------------------------------------------------- | ---------------------------- | ---------------------------- | ---------------------------- | ------------------------------- | ----------------------------------- | ------------------------------- | ------------------------------------------------------------------------------------------------ |
| Logo Intel Atom năm 2008                                      | Silverthorne                 | solo 45 nm 150w              | Tháng tư năm 2008            | Diamondville                    | solo (45 nm) - 4W dual (45 nm) - 8W | Tháng bảy 2008*                 | - Bộ xử lý siêu phân luồng (HT) - Netbook là các laptop giá rẻ - Nettop là các máy để bàn giá rẻ |
| *Ngày được khẳng định trong Danh sách các vi xử lý Intel Atom |                              |                              |                              |                                 |                                     |                                 |                                                                                                  |

### Silverthorne
Vào ngày 2 tháng 3 năm 2008, Intel thông báo vi xử lý mới (tên mã Silverthorne) để sử dụng trong các Máy tính cá nhân siêu di động/Thiết bị Internet di động (MID) sẽ thế chỗ Intel A100. Bộ xử lý gồm 47 triệu transistor, 25mm², phụ-3W IA bộ xử lý cho phép ~2500 vừa trên một diện tích 300mm, cho phép sản xuất công nghiệp rất nhiều.
Một vi xử lý Atom 4.9 GHz hiệu năng đơn luồng tương đương với Intel A100 nhưng làm tốt hơn trong các ứng dụng có chức năng đòn bẩy có thể hỗ trợ giả lập đa luồng, SSE3, và các phần mở rộng x64 EM64T. Sử dụng đơn luồng khi thử nghiệm tính toán SuperPI của vi xử lý 1600 MHz Silverthorne đã không thể vượt qua bộ xử lý 900 MHz Celeron trước đó. Nó tiêu thụ điện năng từ 0.6W đến 2.5 xếp hạng có thể xuống tới 01W khi nghỉ nhưng chưa tính đến điện năng tiêu thụ của chipset. Chức năng của nó gồm 2 đa luồng giả lập, 16 màn với đường ống 32KB iL1 và 24KB bộ đệm dL1, đơn vị thực thi số nguyên và dấu phẩy động, giao diện cho x86, một bộ đệm cấp 2 512KB và một bus bề mặt 533MT/s. Cách thiết kế này được sản xuất trong 9M 45 nm High-k metal-gate CMOS và đóng gói 441-bi µFCBGA."

### Diamondville
Vào ngày 2 tháng 3 năm 2008, Intel thông báo vi xử lý mới (tên mã Diamondville) để sử dụng trong các Classmate PC/Netbook. Nó sử dụng các bo mạch chủ Mini-ITX giá rẻ của Intel (tên mã "Little Falls"). Nó sẽ thay thế Conroe L bằng cách sử dụng Diamondville như lõi đơn của lõi Silverthorne (điện năng 4W) hoặc lõi kép của lõi Silverthorne (điện năng 8W) với mỗi lõi có tốc độ 1.6Ghz.

## Kiến trúc Atom (Lincroft)
Thế hệ mới của bộ xử lý Atom sẽ có vào quý 2 năm 2009, (tên mã Pineview) sẽ được sử dụng trong Netbook/Nettop, và một chức năng hệ-thống-trên-chip (SOC) tích hợp bộ điều khiển bộ nhớ kênh đơn DDR2 và lõi đồ hoạ. 
Pineview như Diamondville sẽ có các phiên bản lõi đơn và lõi kép, chức năng siêu phân luồng, và phần lớn sẽ sản xuất trên tiến trình 45 nm.

## Dẫn chứng
1. ↑  "Intel to unveil OLPC chips in Shanghai next April". InfoWorld. ngày 15 tháng 10 năm 2007.
2. ↑  "Bản sao đã lưu trữ". Bản gốc lưu trữ ngày 9 tháng 7 năm 2008. Truy cập ngày 18 tháng 5 năm 2008.
3. ↑  "Intel Announces Intel® Atom™ Brand for New Family of Low-Power Processors" (Thông cáo báo chí). Intel. March 2, 2008. {{Chú thích thông cáo báo chí}}: Kiểm tra giá trị ngày tháng trong: |date= (trợ giúp)
4. ↑  Diamondville: Silverthorne in Disguise, AnandTech.
5. ↑  http://www.hwupgrade.it/articoli/cpu/1938/intel-developer-forum-spring-2008-day-1_10.html
6. ↑  "Bản sao đã lưu trữ". Bản gốc lưu trữ ngày 6 tháng 12 năm 2012. Truy cập ngày 6 tháng 12 năm 2012.
7. ↑  "Bản sao đã lưu trữ". Bản gốc lưu trữ ngày 6 tháng 12 năm 2012. Truy cập ngày 6 tháng 12 năm 2012.
8. ↑  "Bản sao đã lưu trữ". Bản gốc lưu trữ ngày 4 tháng 7 năm 2010. Truy cập ngày 18 tháng 5 năm 2008.
9. ↑  "Return of the Son of Pentium in 2008? Intel's new ultramobile processors". Ars Technica. ngày 12 tháng 12 năm 2007.
10. ↑  "ISSCC 2008: Details on Intel Silverthorne". ngày 4 tháng 2 năm 2008. Bản gốc lưu trữ ngày 28 tháng 3 năm 2010. Truy cập ngày 5 tháng 2 năm 2008.
11. ↑  "Bản sao đã lưu trữ". Bản gốc lưu trữ ngày 8 tháng 4 năm 2011. Truy cập ngày 18 tháng 5 năm 2008.
12. ↑  "Intel christens Silverthorne as "Atom"". ngày 2 tháng 3 năm 2008. Bản gốc lưu trữ ngày 8 tháng 3 năm 2008. Truy cập ngày 2 tháng 3 năm 2008.
13. ↑  "ISSCC 2008 Preview: Silverthorne, Rock, Tukwila and More". ngày 5 tháng 12 năm 2007.
14. ↑  "Intel sheds a little more light on Silverthorne,  Posted by Tom Krazit". ngày 5 tháng 2 năm 2008.[liên kết hỏng]
15. ↑  "Bản sao đã lưu trữ". Bản gốc lưu trữ ngày 17 tháng 3 năm 2008. Truy cập ngày 18 tháng 5 năm 2008.
16. ↑  http://www.engadget.com/2008/03/12/intel-plots-100-nettop-market-with-diamondville/
17. ↑  "Bản sao đã lưu trữ". Bản gốc lưu trữ ngày 1 tháng 2 năm 2010. Truy cập ngày 18 tháng 5 năm 2008.
18. ↑  "Bản sao đã lưu trữ". Bản gốc lưu trữ ngày 12 tháng 6 năm 2008. Truy cập ngày 18 tháng 5 năm 2008.
19. ↑  Anton Shilov (ngày 1 tháng 4 năm 2008). "Intel Atom Processors Set to Get Embedded Graphics Core, Memory Controller – Rumours". X-bit Labs. Bản gốc lưu trữ ngày 21 tháng 6 năm 2008. Truy cập ngày 18 tháng 5 năm 2008.

### Các bản thông báo
- "Intel cranks 45nm ultramobile CPU". EE Times. ngày 18 tháng 4 năm 2007. Bản gốc lưu trữ ngày 26 tháng 9 năm 2012. Truy cập ngày 28 tháng 10 năm 2007.
- "Intel reaches back in time for its ultralow power chips". ngày 28 tháng 1 năm 2008. Bản gốc lưu trữ ngày 8 tháng 12 năm 2012. Truy cập ngày 29 tháng 1 năm 2008.
- "New Intel® Centrino® Atom™ Processor Technology Ushers in 'Best Internet Experience in Your Pocket'". ngày 2 tháng 4 năm 2008.
- "Intel's Atom Architecture: The Journey Begins". ngày 2 tháng 4 năm 2008.

Ghi chú: Các bộ xử lý ngừng sản xuất sẽ không còn cấp cho thị trường PC và laptop. Intel hỗ trợ trọn đời cho các bộ xử lý và chipset cho thị trường nhúng. Các bộ xử lý và chipset hỗ trợ bởi phân khúc ECG của Intel.